# Luciola stylifer
Luciola stylifer is een keversoort uit de familie glimwormen (Lampyridae). De wetenschappelijke naam van de soort is voor het eerst geldig gepubliceerd in 1939 door Wittmer.